# Abierto Mexicano Telcel 2020

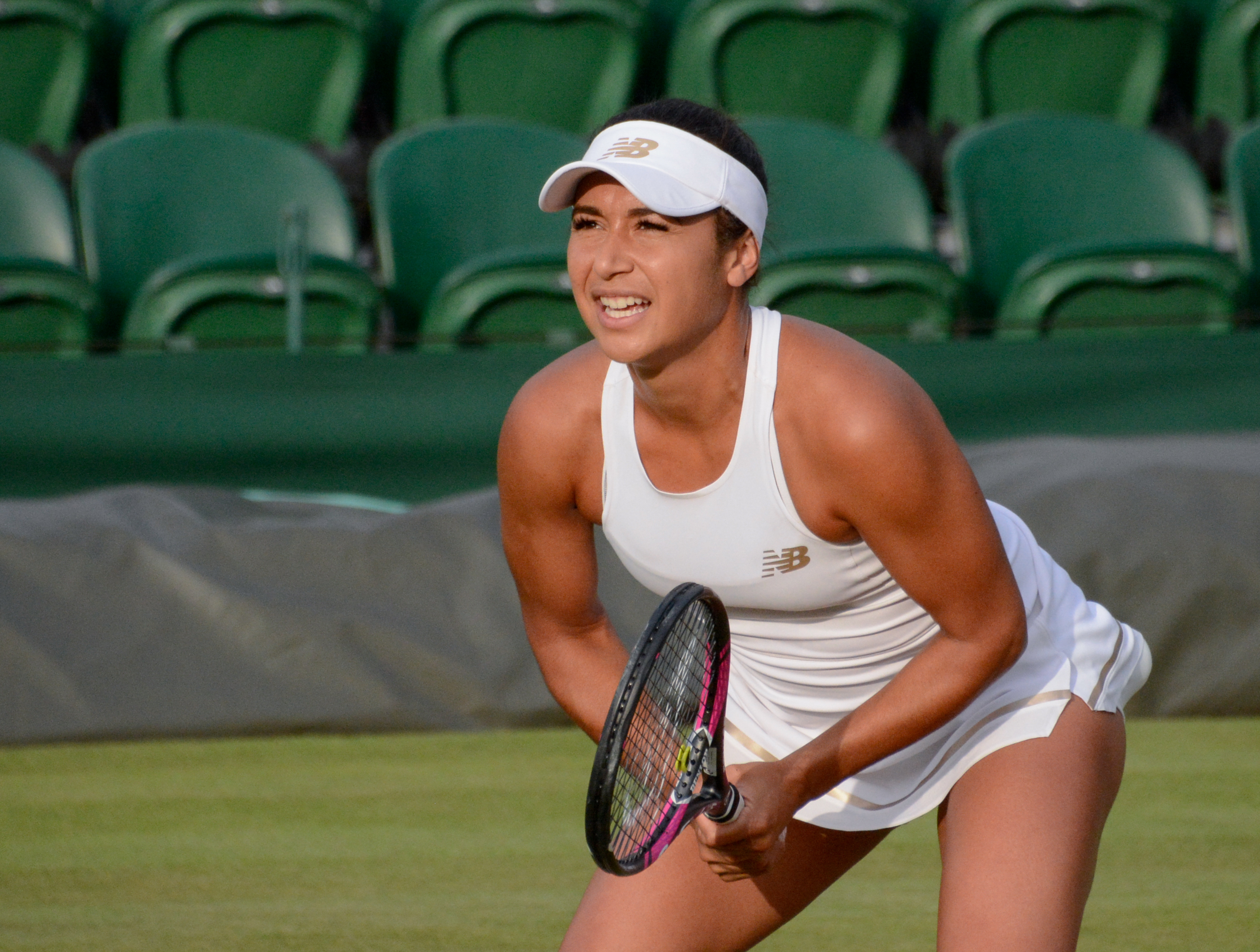
Die britische Turniergewinnerin Heather Miriam Watson (* 1992)

Die Abierto Mexicano Telcel 2020 waren ein Tennisturnier der WTA Tour 2020 für Damen und ein Tennisturnier der ATP Tour 2020 für Herren in Acapulco und fanden gleichzeitig vom 24. Februar bis 1. März 2020 statt.

## Herrenturnier
→ Hauptartikel: Abierto Mexicano Telcel 2020/Herren
→ Qualifikation: Abierto Mexicano Telcel 2020/Herren/Qualifikation

## Damenturnier
→ Hauptartikel: Abierto Mexicano Telcel 2020/Damen
→ Qualifikation: Abierto Mexicano Telcel 2020/Damen/Qualifikation